# 禁酒郡

禁酒郡の分布を示す地図
酒類販売規制のない郡
一部に禁酒地域を含む郡
禁酒郡
データなし

禁酒郡（きんしゅぐん、英語: dry county）は、アメリカ合衆国において、地方行政当局が酒類販売を禁止したり、制約したりしている郡。禁酒郡の中には、その場での飲酒は認めるが持ち帰りを禁じるところ、逆に、持ち帰りは認めるがその場での飲酒を認めないところがあり、その両方を禁止しているところもある。アメリカ合衆国には、数百におよぶ禁酒郡があり、そのほとんどが南部に集中している。さらに小規模な範囲で、市町村単位で酒類販売を禁じている禁酒地域も多数あり、 「dry towns」「dry cities」「dry townships」といった表現が用いられる。

## 背景

### 歴史
1933年、アメリカ合衆国憲法修正第21条の批准によって修正第18条（いわゆる禁酒法）は廃止されたが、修正第21条は同時に、各州の州法等の規定に反して配送または使用する目的で酒類を地域内に輸送ないし移入することを禁じている。一部の地方政府は、禁酒法の時代に地域独自の酒類販売禁止法を制定しており、禁酒法の廃止後もそれが撤廃されないままになると、その地域は「禁酒」市場のままでいることになる。
禁酒郡や同様の政策をとる自治体の多くは、酒類の消費そのものは禁止していないが、このような方針は、住民たちの飲酒にともなって生じるはずの経済的利益や税収を、近傍の禁酒政策をとっていない地域に流出させているものと考えられる。地域的な禁酒政策を維持する立場からの理由付けは、しばしば宗教的な性格のものであり、プロテスタント系の多くの教派は、信徒に飲酒を控えるよう呼びかけている（英語版の「Christian views on alcohol」、「Sumptuary law」、「Bootleggers and Baptists」を参照）。教義の中で飲酒などを禁じている末日聖徒イエス・キリスト教会（モルモン教）が優勢なユタ州では、州法では禁酒郡を認めていないが、酒類の販売や消費を制限する法令がいろいろ制定されている。ユタ州法は、地方政府が酒類を管理する法や条例などを定めることを禁じている。しかし、特定の郡において酒類の消費量を減らし、また、それにともなう保健、安全、治安関係の諸問題を減らすという、付随的ながら、より実際的な意図から、酒類の入手が容易ではなくなるよう制限を設ける法令が制定されるようになっている。

### 酒類の輸送
かつては、修正第21条によって禁酒法が廃止された結果、酒類の禁止は連邦の商務行政の問題ではなく、州の警察行政の問題となったのだという解釈があった。州やそれに準じる地域は、管轄する領域内を発着ないし通過する商品に対して一定の権限があると考えられる、というわけである。確かに、修正第21条は、各州に酒類を禁じる権限を与えているが、その権限は絶対ではない。
特に、あるひとつの州が酒類を禁じたとしても、酒類を認めている州同士の間で行なわれる商業活動を妨げることは許されない。合衆国最高裁判所が下した Granholm v. Heald 事件の判決 544 U.S. 460 (2005) は、州境を超えて流通する酒類の積み荷に対して州の行政権限は及ばない、という判断を示している。したがって、州法や郡なり市の条例が、州を超えた商業活動として運行されている車両（長距離列車やバス）の乗客を対象に酒類の所持を禁じたとしても、その乗客がただその州（あるいは郡、市）の領域を通過するだけの場合には、その定め自体が憲法違反にあたると考えられる。
例えば、アリゾナ州の北東部からニューメキシコ州にまたがるフォー・コーナーズの沙漠地帯に、一定の自治権を保有した「ナバホ・ネイション(Navajo Nation)」として、アメリカ最大の保留地（Reservation）を領有しているナバホ族は、久しく酒類を禁止してきた。アムトラック以前の、アッチソン・トピカ・アンド・サンタフェ鉄道がスーパー・チーフを運行していた頃、ナバホの領域を通過する際には、列車のバーは閉じられたが、酒類は列車に積み込まれたままであった。

## 製造
郡によっては禁酒法以前に創業した業者に配慮し製造を認めていることもある。
ジャックダニエルの本社と蒸留所があるテネシー州ムーア郡は販売が禁止されているため、蒸留所の見学ツアーで試飲ができない。ただしテネシー州法の例外規定として、併設された売店では、ツアーに参加した観光客向けとして少量の販売が認められている。

## 広がり
2004年に全米酒類規制協会（National Alcoholic Beverage Control Association）が行なった調査によれば、酒類への規制を行なっている「ドライ」な自治体は、合衆国全土に500以上あり、そのうち83はアラスカ州にある。ミシシッピ州では、州内の郡の半数ほどが禁酒郡である。同州の酒類関連法はいずれも複雑な内容になっている。フロリダ州では、67郡のうち4郡が禁酒郡であり、そのいずれもが、ディープサウス（深南部）と文化的な結びつきの強い、フロリダ州北部に位置している。フロリダ州の禁酒郡の数は最近まで5郡であったが、2011年8月16日の住民投票によってスワニー郡（Suwannee County）が禁酒郡から離脱した。この投票の結果は、酒類販売の解禁に賛成7489票、反対3612票、また、販売単位については、単品販売を可とするもの7576票、パッケージでの販売のみ可とするもの2079票であった。

## 批判
酒類販売の禁止は、実際には治安の悪化を招く。禁酒郡では、飲酒に関わる交通事故の比率が、そうではない郡よりも高いという研究結果も出ている。ケンタッキー州での研究によると、禁酒郡の住民は、飲酒するためには、自宅から遠いところまで自動車で出かけなければならず、運転能力が損なわれた状態での飲酒運転の危険に長くさらされる。
アーカンソー州での研究によると、禁酒郡とそうではない郡はしばしば隣接しており、酒類販売店は、郡境を越えてすぐの場所に立地していることが多く、中には郡境に面しているものもあるという。同様の現象を指摘する研究者はほかにもいる。Winn and Giacopassi (1993) は、酒類販売規制のない「ウェット」な郡の住民は「自宅と飲酒できる施設の間の移動距離がより短い」と述べている。Schulte et al. (1993) は、禁酒郡において「個人は、アルコールの影響下でより長い距離を飲酒運転し、衝突事故の危険を増している」と結論づけている。